# Bréal-sous-Vitré
Bréal-sous-Vitré (bret. Breal-Gwitreg) – miejscowość i gmina we Francji, w regionie Bretania, w departamencie Ille-et-Vilaine.
Według danych na rok 1990 gminę zamieszkiwało 496 osób, a gęstość zaludnienia wynosiła 86 osób/km² (wśród 1269 gmin Bretanii Bréal-sous-Vitré plasuje się na 834. miejscu pod względem liczby ludności, natomiast pod względem powierzchni na miejscu 998.).